# Bradley (Dakota du Sud)
Pour les articles homonymes, voir Bradley.
Bradley est une municipalité américaine située dans le comté de Clark, dans l'État du Dakota du Sud. Selon le recensement de 2010, elle compte 72 habitants. La municipalité s'étend sur 0,25 milles carrés (0,65 km2).
La localité doit son nom à E. R. Bradley, pour avoir sauvé un ingénieur d'une compagnie de chemin de fer lors d'une bagarre avec des ouvriers.

## Démographie
| 1910 | 1920 | 1930 | 1940 | 1950 | 1960 |
| ---- | ---- | ---- | ---- | ---- | ---- |
| 351  | 368  | 291  | 311  | 226  | 188  |

| 1970 | 1980 | 1990 | 2000 | 2010 | - |
| ---- | ---- | ---- | ---- | ---- | - |
| 157  | 135  | 117  | 112  | 72   | - |